# Невербална комуникација
Невербална комуникација је врста претежно спонтане, али и намерне комуникације, којом особе без речи – гестовима, начином држања тела, изразом лица, погледом или бојом гласа – изражавају и размењују намере, емоције, расположење, ставове и жеље. Основна улога невербалне комуникације је тражење, успостављање, одржавање, усмеравање или прекидање социјалне интеракције.

## Утицај невербалне комуникације на разумевање поруке
Утицај невербалне комуникације на разумевање поруке се огледа у томе што је прималац поруке склон да поверује информацији коју она преноси више него изговореним речима.
Невербална комуникација обухвата облике понашања као што су:
- гестови
- покрети у простору
- држање тела
- израз лица
- поглед
- ритам и тоналитет говора
- боја гласа
- одевање

Заједничко свим овим облицима је то да они носе одговарајућу поруку.
Вештина говорења се не крије само у добро припремљеном садржају, теми и ефектном вербалном изражавању, већ и у знацима невербалног општења - пози и ставу говорника, покретима, гестовима и изразима. Невербална комуникација чини равноправан део процеса комуникације, а у неким тренуцима и преовлађујући у односу на вербалну комуникацију. Невербални сигнали показују мисли и емоције, ставове и особине обе стране у процесу комуникације. Они су подршка вербалној комуникацији, или, у неким ситуацијама, замена за њу. Невербални аспект комуникације је нарочито важан у првим контактима и првим тренуцима комуникације.
Кад говоримо о значају првог утиска, то значи да невербалне поруке које шаљемо у првим тренуцима комуникације утичу на утисак о нама, чак више од онога што говоримо. Савремена истраживања показују да је невербална комуникација најважнија и пресудна у првом контакту. 60% комплетног утиска формира се на основу невербалне комуникације.
Поред невербалног понашања које се може контролисати, постоје и они његови облици чије су могућности контроле веома ограничене. Такав је један број фацијалних израза и погледа. Вешт саговорник може да контролише велики део свог лица, али је контролисање погледа готово немогуће. Поглед представља изузетно моћно средство комуникације. Потребно је изградити вештину да препознајемо и разумемо туђе невербалне поруке, као и да, колико је могуће, контролишемо сопствене.
Гестикулација рукама се сматра недостатком способности вербалног изражавања мада је значајан фактор комуникације. Гестикулација рукама ако је претерана, може да ослаби комуникацију или да буде доживљена као претња. Треба бити одмерен у гестикулирању, покрети треба да буду у складу са вербалним изразима, да наглашавају речи, а не да буду замена за њих. Гестови могу бити у супротности у односу на садржај вербалне комуникације и изговорени текст има један смисао, а наши гестови шаљу другачију поруку.
У појединим културама њено изразито коришћење и данас се сматра непримереним.
Интересантно је да се невербални знаци различито тумаче и примају у различитим деловима света. У случајевима када се комуникација одвија између припадника различитих култура потребна је посебна опрезност у вези с невербалним понашањем, с обзиром да се поједине културе различито односе према невербалном комуницирању. Јужњачке културе су веома склоне невербалном комуницирању и дају предност над вербалним комуницирањем и врло емотивно реагују и уносе емоције у све што раде. Северне културе су више окренуте ка вербалном комуницирању и карактерише их извесна хладноћа у комуникацији.
Различите културе имају различит однос према простору и просторној удаљености. У јужним културама разговор се обично води на знатно мањој удаљености између саговорника него у северној. У разговору јужњака и северњака, јужњак ће непрестано покушавати да смањи растојање које их дели, а северњак ће узмицати уназад и покушавати да га повећа. То може обојици саговорника да делује чудно и да се негативно одрази на њихову способност вербалног изражавања.

## Невербални кодови
Уз говор речима, комуницирамо и шаљемо одређене поруке и другим начином, својим телом, лицем, начином облачења, тоном гласа, итд. Вербална комуникација углавном је усмерена на давање информација, невербалном комуникацијом се углавном преносе осећаји или ставови.
|                 |             |                     |
| Како да гласам? | Командовање | Како да играм даље? |

Непосредан прилаз, сталан контакт очима, иницирање руковања и самопоуздано држање су најчешћи облици ефектне невербалне комуникације. Адекватна невербална комуникација је израз поштовања. Свака фаза пословног преговора може постати јача уколико је обезбеђено присуство и невербалног говора.
Постоје различити презентативни кодови везани за комуникатора, мада се они углавном своде на телесни додир, гестове, изразе лица и боју гласа.
Невербална комуникација има следеће кодове а то су:
- телесни додир или хаптички код
- блискост или проксемички код
- оријентација
- изглед
- кинетичан или мимичан код
- невербални аспекти говора
- хрономички код
- артефактни код

### Телесни додир или хаптички код
Додир је један од примитивних начина на који можемо пренети важне поруке о нашем односу. Телесни додир је културно кодиран и у погледу количине и квалитета. Научници су открили да постоје културе контактног и неконтактног типа:
- Арапи, Јужноамериканци и Јужноевропљани припадају култури контактног типа, док
- Азијати, Индијанци и Американци припадају култури неконтактног типа.

### Блискост или проксемички код
Човек има две основне просторне потребе, једна је територијална, а друга је лична. Територијална се дели на три категорије: примарну, секундарну и јавну.
- Примарна територија је лично окружење, стамбени или радни простор личности
- Секундарна територија су различита јавна места, као што су школа предузеће и слично
- Јавна територија су сва јавна места уопште, на којима личност настоји да избегне ближи додир са непознатим светом

На личне просторне потребе утичу многи чиниоци, а то су: пол, старост, друштвени статус, личне особености и културне норме. У различитим културним срединама људи различито реагују на улазак у њихов лични простор. У складу с тим људи развијају различите одговоре на такве упаде још већим дистанцирањем или још већом блискошћу.

### Оријентација
Гласовне особености су специфичне и бројне у различитим ситуацијама и зато представљају врло значајан код у комуникацији. Оне указују на природу неког односа који је успостављен са другима, регулишу међусобне односе, утичу на процесе учења и убеђивања. Треба имати у виду да је глас у вербалној комуникацији преносилац емоционалних порука. Начин на који се окрећемо према некоме такође је нека врста поруке о нашем односу и говори о томе какве су наше везе и наклоности.

### Изглед
Сам физички изглед, односно телесне особине које су нам урођене, комбиноване са начинима на који тај исти изглед сами одржавамо и негујемо постају индикатори одређених карактеристика саме личности. Спољни изглед који се може контролисати (негован изглед или запуштен изглед) и наше физичке особености (висина, тежина, боја косе и очију), носе поруку о нама, нашем статусу и уклопљености наше личности у друштвени миље. Физички изглед често преноси врло важне поруке другом, поготову оне које се тичу првог утиска. Људи су склони да стварају стереотипне представе о другима на основу њиховог изгледа, облачења и понашања у јавности.

### Кинетичан или мимичан код
Људи користе тела да би комуницирали са другима. Ова врста понашања може пуно тога да наговести о неком појединцу и његовој друштвеној околини. Кроз покрете лица, тела, очију и кроз гестове може се открити емоционално стање неког појединца. На комуникационо понашање утичу пол, друштвени статус, култура али свака особа има свој властити кинетички модел.
Кинетички код се односи на значења која невербална комуникација преноси преко различитих покрета. Гримасама лица се преносе бројне поруке, а одсликава се и став личности према некоме или нечему. Гримасе могу да се јаве истовремено са говором, али и независно од њега. Гестови се односе на покрете руку, главе, ногу, па и целог тела и најчешће су везани за говор и допуњују вербалну комуникацију. Начин на који седимо, стојимо, лежимо, комуницирамо, указује на емоционална стања, опуштеност или напетост. Положај тела се теже контролише него израз лица.
Једна од врло важних порука које преносимо у међусобном контакту је контакт преко ока, гледањем. У односу говорника и слушаоца битно је како и колико један другога гледају у очи. Избегавање нечијег погледа или слободно гледање у очи говори много о узајамном односу. Примарне функције погледа су: фатичка, експресивна и конативна.
- Фатичка функција се огледа током разговора, јер има за циљ одржавање разговора. Контакт очима значи жељу да се обрати пажња на почетку говора или да се тражи одговор на крају.
- Експресивна функција долази до изражаја када се преко очију изражава задовољство, бес или разочарење или нека друга емоција.
- Конативна функција добија на важности кад је реч о ономе коме је поглед упућен. Поглед може да пренесе различите емоције, а то спада у конативне функције.

Као и остали сигнали лица, и поглед има природну и културну основу. Занимљиво је како се јављају културне разлике у понашању кад се ради о дужини и учесталости погледа. Узајамно гледање је у неким културама прихватљиво, а у другим није. У том смислу посебно су велике разлике у културама Истока и Запада. На Западу не гледати у очи некоме са ким се рукујемо или разговарамо, знак је неваспитања и лоших манира. Код бројних источних народа гледање у очи знак је ароганције и лоших манира, док спуштен поглед указује на знак поштовања према другом.
|                  |                      |                    |
| Фатичка функција | Експресивна функција | Конативна функција |

### Невербални аспекти говора
У невербалне аспекте говора спадају прозодични и паралингвистички кодови.
- Прозодични кодови утичу на значење речи и односе се на нагласак и тон. Свака реченица може бити и питање и став, може изразити сумњу или одушевљење, у зависности од тога како је изречена, како је који део наглашен и којим тоном је изговорена.
- Паралингвистички кодови су они који преносе информацију о самом говорнику. Такође се односе на тон, али и на дубину и обим гласа, акценат, брзину и грешке у говору. Све то указује на емоционално стање личности, њен друштвени статус, уважавање слушаоца, итд.

### Хрономички код
Хрономички код односи се на различиту употребу времена код људи. Хрономија се бави временском димензијом људског понашања и превазилази границе невербалне комуникације. Време је једнодимензионална, релативна појава која се никад не показује изоловано у неком апсолутном облику. Време се опажа само као манифестација промене предмета у простору или људи у акцији. Каже се да време говори више него речи, што значи да оно има несумњиву комуникативну функцију.
Појам о времену или тачност у извршавању обавеза различито важи код људи који живе у различитим културама. Различите културе су развиле различите ставове према времену које се тумачи као хрономички код.

### Артефактни код
Артефактни код спада у круг невербалне комуникације и служи као средство током неке комуникације. Елементи наше средине, фиксиране особине предмета око нас (простор, величина, обим) или полуфиксиране особине предмета око нас (светло, боје, намештај), динамичке особине, ствари, преносе поруке о нама, диктирају природу и врсту комуникације и одражавају наш укус и особеност.
Артефакти су одговорни за дефинисање комуникационог контекста. Невербални кодови не делују изоловано већ у комбинацији како би произвели разне функције комуникације, од којих су најважније:
- Стварање и обрада поруке - Невербалне поруке се комбинују са вербалним како би порука добила на снази.
- Стварање утиска - Невербална комуникација има и ту улогу да помогне код стварања утиска о некоме или нечему код неког другог. Невербална комуникација може да се користи за стварање професионалне слике и имиџа неке особе.
- Релациона комуникација - Свака међуљудска комуникација има два основна нивоа: садржински и релациони. Садржински се тиче размене идеја, порука и информација, а релациони онај који преноси поруку о допадању или недопадању оног другог, као и статусу и моћи.
- Експресивна комуникација - Емоционално стање се открива кроз покрете тела, очију, лица, гласом.
- Мешане поруке и обмањивање – Обмањивање, значи остављање примаоца поруке у лажном уверењу око нечега. Међутим, то не може имати везе са гледањем у очи током говорења јер неко може некога гледати у очи и лагати.
- Интерактивни менаџмент - Карактеристике средине су важне за податке о томе које се улоге очекују да људи играју у одређеним ситуацијама.
- Друштвени утицај - Невербални знаци могу бити средство да се дође до промене става и да се утиче на друге. Бројне стратегије невербалног понашања могу да се користе да би се манипулисало радњама других. Добро држање, енергични покрети, физичка привлачност могу да допринесу утиску поверења и да повећају кредибилитет. Одећа ефектно говори о статусу и утиче на пажњу других, па тако добро или лоше обучен човек изазива различите реакције других на јавним местима. То посебно важи за униформу. Било која врста униформе изазива осећање присуства ауторитета.

### Извори невербалног комуницирања
Паралелно с говорним језиком своје културе још у детињству учимо невербални стил понашања. Уколико добро говоримо неки страни језик имамо и алтернативни невербални стил понашања културе чији језик говоримо. У току комуникације долази до изражаја и наша општа привлачност, висина, тежина, боја коже, све ово утиче на то како ће наше поруке бити примљене. Особеност појединачног комуникацијског обрасца лежи на вредностима културе из које долазимо, а исто тако носи и обележје друштвеног слоја коме припадамо. Све ово су извори нашег невербалног комуницирања.

### Одевање у функцији комуникације
У пословном свету одећа је важан део комуникације. Одећа је најобухватнији видљиви израз нашег идентитета. Одећа коју носимо говори о нашим вредносним критеријумима и на тај начин утиче на нашу пословну комуникацију. Наш изглед има значење. Наша личност, као и наш карактер препознају се управо преко избора одеће којом учвршћујемо властити идентитет и указујемо на властиту одговорност и зрелост.
Одело треба да буде у складу са стилом фирме, професионалном позицијом и типом сопствене личности. Одећа коју носимо је својеврстан сигнал околини у којој се крећемо. Приликом избора одеће треба узети у обзир следеће:
- своје године
- своје тело
- свој стил
- занимање
- повод
- удобност
- позицију

Људи о нама суде у највећој мери преко одеће. Занимљиво је како други с нама отвореније разговарају уколико смо добро одевени. Својим облачењем показујемо поштовање пословних партнера.
Приликом вербалних и невербалних контаката са другим људима, може се приметити нечија харизма, стил, духовитост или пак одбојност. Формирање пословног стила је условљено многим факторима и то:
- личним изгледом
- професионалним облачењем
- одговарајућим понашањем
- јасном комуникацијом
- изграђеним гласовним квалитетима
- стварањем утиска о сопственој вредности
- господственошћу која је део личности

Менаџер мора да има свој модни стил који ће истицати његов пословни дух. Гардероба савременог менаџера треба да делује наглашено пословно, представнички, али и префињено. У пословном смислу, одећа је корак ка жељеном контакту. Када се одевање менаџера повеже са његовим понашањем, може се стећи утисак о каквом се човеку ради.
Многа успешна предузећа у свету, па и код нас, воде бригу о препознатљивом добром укусу и стилу одевања запослених. У многим организацијама постоје правилници о облачењу, а оно што је карактеристично за угоститељске раднике, то је обавеза ношења униформи. Боје и дизајн одређује угоститељски објекат, имајући при том у виду какав ће утисак оставити на госте.

### Кинезика - говор тела
Реч кинезика потиче од грчке речи kinеsis што значи кретање. Термин кинезика обухвата сваки несвесни покрет целог тела или његовог дела, чиме човек шаље поруке другом човеку у свом окружењу.
Области кинезичког изражавања су:
- мимика
- држање
- цело тело
- ход
- гестикулација
- покрет екстремитетима
- спољашњост
- зоне дистанце

Многи телесни сигнали су јасни и не захтевају никакво објашњење. Израз тела може да има више значења, па га због тога треба посматрати у комбинацији са вербалним изразом. Сваки израз тела мора најмање десет пута да се јави у истом облику да би могао да се тумачи као карактеристичан. Научници су утврдили да се 90% осећања најпре изражава телесним сигналима, што значи да говор тела има велики значај. Удаљеност између саговорника дели се на основне зоне дистанце, а то су:
- интимна дистанца од 0 до 0,5 м,
- лична дистанца од 0,5 до 1,5 м
- друштвено економска дистанца од 1,5 до 3,00 м и
- дистанца обраћања од преко 3,00 м.

Сваки човек има свој лични простор и осећа се непријатно ако му се некада неко јако приближи. У сваком случају, не постоји универзална раздаљина за одређену ситуацију.

## Положај жене у друштву
Велике промене у друштву довеле су до снажног заокрета у положају жене. Промене се односе највише на понашање жене у области професије, али и у приватним круговима. Стара правила етикеције су превазиђена. Међутим, постоје и оправдана двострука мерила за понашања, изглед, гестове, мимике, говор тела, па и доприноса жена и мушкараца. Ево неколико примера двоструких стандарда:
| Пример понашања            | За њега значи | За њу значи   |
| седење растављених колена  | самосвест     | неморалност   |
| гласно смејање             | весељак       | хистерична    |
| замуцкивање при говорењу   | замишљен      | несигурна     |
| несигуран и стидљив наступ | скроман       | некомпетентна |

У пословном свету се фаворизују типично мушке особине као што су:
- продорност
- велика психичка издржљивост
- природни ауторитет
- физичка снага

Традиционално као типично женске особине сматрају се:
- способност прилагођавања
- емоционалност
- спремност на компромис
- мања физичка снага.

Руководећу пословну структуру дуго су чинили искључиво мушкарци. Промене у захтевима у односу на особине менаџера иду у корист жена. Савремени менаџер треба да покаже:
- спремност да слуша док неко говори
- повећану сензибилност
- спремност на отворену употребу информација без наметања моћи
- спремност на компромис
- спремност да подели последице.

Пословни договор
Данас се од пословне жене очекује да буде дама која може да одговори свим професионалним захтевима, нарочито у погледу радног времена. Треба да поседује све мушке способности уз савладавање обавеза, да изгледа женствено, али не тако да у очима других умањи своју компетентност, да у посао унесе типично женске способности, а не да имитира мушке колеге.